# Digne-les-Bains-Ouest (tổng)
Tổng Digne-les-Bains-Ouest là một tổng ở tỉnh Alpes-de-Haute-Provence trong vùng Provence-Alpes-Côte d'Azur.

## Hành chính
| Giai đoạn | Ủy viên           | Đảng | Tư cách |
| --------- | ----------------- | ---- | ------- |
| 2008-2014 | Jean-Louis Bianco | PS   | Député  |
| 2001-2008 | Jean-Louis Bianco | PS   | Député  |

## Các đơn vị hành chính
Tổng Digne-les-Bains-Ouest gồm 10 xã với dân số 11 860 người (điều tra năm 1999, dân số không tính trùng)
| Xã                       | Dân số | Mã bưu chính | Mã insee |
| ------------------------ | ------ | ------------ | -------- |
| Aiglun                   | 1 038  | 04510        | 04001    |
| Barras                   | 121    | 04380        | 04021    |
| Le Castellard-Melan      | 52     | 04380        | 04040    |
| Le Chaffaut-Saint-Jurson | 674    | 04510        | 04046    |
| Champtercier             | 693    | 04660        | 04047    |
| Digne-les-Bains          | 7 221  | 04000        | 04070    |
| Mallemoisson             | 994    | 04510        | 04110    |
| Mirabeau                 | 394    | 04510        | 04122    |
| Hautes-Duyes             | 27     | 04380        | 04177    |
| Thoard                   | 646    | 04380        | 04217    |

(1) một phần của xã

## Thông tin nhân khẩu
| 1962                                                     | 1968 | 1975 | 1982 | 1990   | 1999   |
| -------------------------------------------------------- | ---- | ---- | ---- | ------ | ------ |
| -                                                        | -    | -    | -    | 10 778 | 11 860 |
| Nombre retenu à partir de 1962 : dân số không tính trùng |      |      |      |        |        |